# Pseudogobiopsis
A Pseudogobiopsis a csontos halak (Osteichthyes) főosztályának a sugarasúszójú halak (Actinopterygii) osztályába, ezen belül a sügéralakúak (Perciformes) rendjébe, a gébfélék (Gobiidae) családjába és a Gobionellinae alcsaládjába tartozó nem.

## Rendszerezés
A nembe az alábbi 4 faj tartozik:
- Pseudogobiopsis festivus Larson, 2009
- Pseudogobiopsis oligactis (Bleeker, 1875)
- Pseudogobiopsis paludosus (Herre, 1940)
- Pseudogobiopsis tigrellus (Nichols, 1951)